# 富士電機アドバンストテクノロジー
富士電機アドバンストテクノロジー株式会社（ふじでんきアドバンストテクノロジー、英文社名：Fuji Electric Advanced Technology Co.,Ltd.）は富士電機グループの基礎研究等を行っていた企業である。

## 主力製品・事業
- 基礎研究等
  - 高精細度有機ELパネル技術
  - 有機薄膜・アモルファスシリコン薄膜などの材料技術
  - 環境技術
  - 燃料電池・太陽電池などの新エネルギー技術
  - 電流・電力・光計測、細菌・毒物検査などのセンサ技術
  - 低損失と高速制御などの駆動制御と電源技術
  - 高耐圧低損失な電子デバイス、電源IC技術
- 情報関連
  - システム等 コンポーネントと情報システムをネットワーク連携によるフィールドソリューション
  - IP対応・無線応用などのネットワーク技術
  - 非接触ICカードシステム
  - 最適化・制御のアドバンストアルゴリズム
- 生産技術
  - 研究開発 マイクロ加工・電子実装・自動化などの生産技術

## 主要事業所
- 本社 - 東京都日野市富士町1番地
- 松本事業所 - 長野県松本市筑摩四丁目18番1号
- 千葉事業所 - 千葉県市原市八幡海岸通7番地
- 川崎事業所 - 神奈川県川崎市川崎区田辺新田1番1号

## 沿革
- 1963年 - 研究部を中央研究所と開発部とに分離、中央研究所を設立（川崎工場内）。
- 1964年 - 中央研究所を横須賀地区に移転。
- 1978年 - アモルファス太陽電池の開発に着手。
- 1978年 - 超高圧電力研究所を設立（千葉・川崎地区）。
- 1980年 - 中央研究所・超高圧電力研究所ほかを統合して、株式会社富士電機総合研究所を設立。5研究所（基礎・製品化・製造技術・半導体・超高圧電力）に再編。
- 1991年 - 情報システム研究所を設立（東京地区）。
- 2001年 - 5研究所（材料技術・デバイス技術・環境技術・機器技術・パワーエレクトロニクス）に再編。
- 2003年 - 情報関連システム等の開発部門及び生産技術研究開発部門を吸収分割で富士電機総合研究所へ継承し、富士電機アドバンストテクノロジー株式会社に商号変更。
- 2006年 - 本社を東京地区に移転。
- 2009年10月1日 -  富士電機ホールディングスに統合され解散。